# Messageries Maritimes
Messageries Maritimes — крупнейшее французское пароходное общество, основано Наполеоном III в 1851 году. Получало значительную правительственную субсидию. В 1977 году объединено с компанией Compagnie générale transatlantique в CMA CGM.

## Описание
Пароходы общества совершали рейсы во все части Средиземного моря, в Индию, Китай и Японию, в Бразилию и Ла-Плату, в Австралию и Новую Каледонию, в восточную Африку. В 1886 году Франция с помощью пароходной компании Messageries Maritimes установила постоянное транспортное сообщение между Коморскими островами и Мадагаскаром Пунктами отправления служили Марсель (для судов, идущих в Средиземное море и на Восток) и Бордо (для идущих в Атлантический океан). Правление было обязано пользоваться только пароходами, построенными во Франции. Флот общества состоял к концу 1893 года из 58 морских пароходов, вместимостью в 196 397 тонн. Пассажирские пароходы отличались большей частью изяществом внутреннего устройства.